# Brandy butter

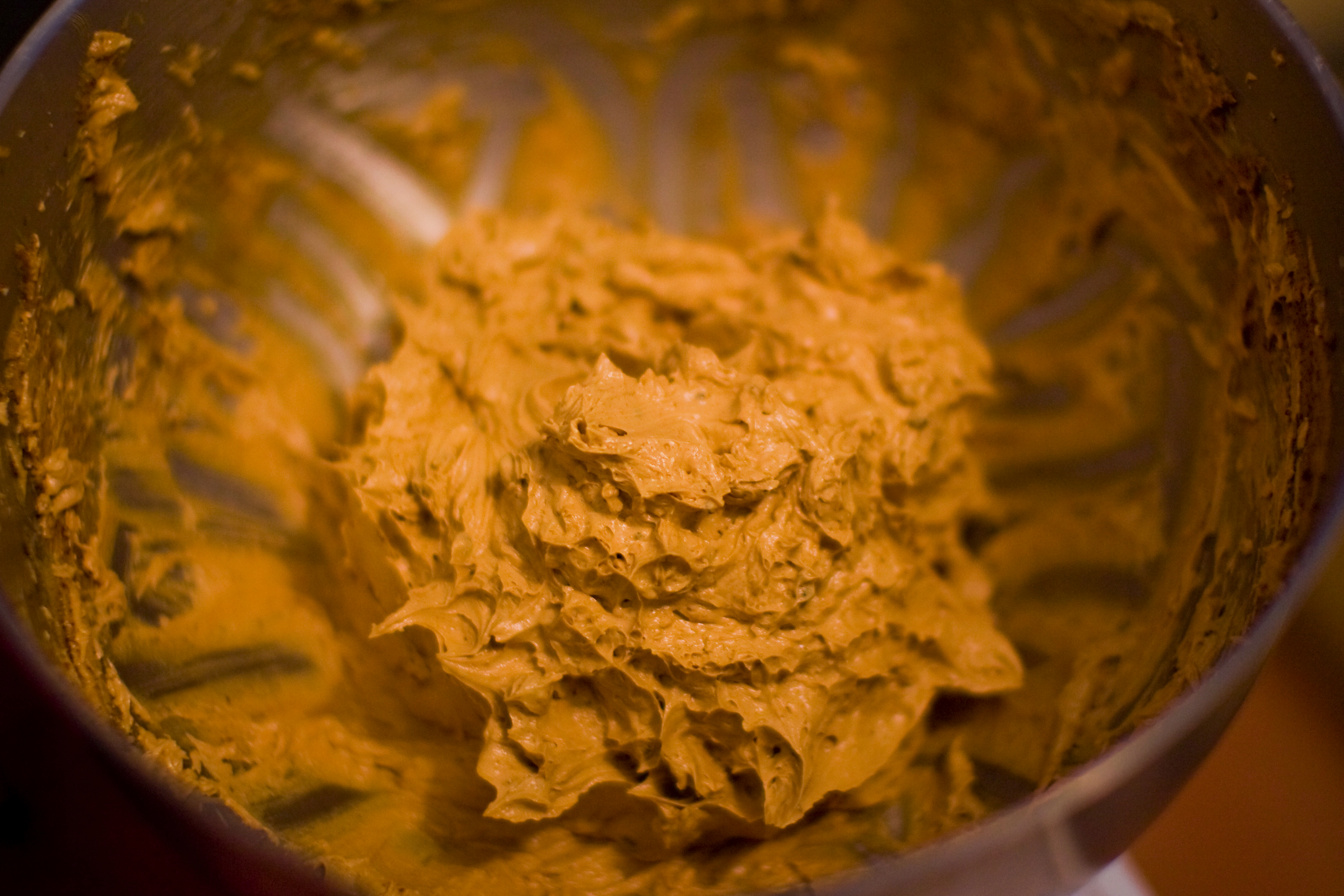
Brandy butter

Au Royaume-Uni, le brandy butter est une sauce sucrée épaisse à la texture crémeuse faite avec du cognac, du beurre doux et du sucre qui accompagne traditionnellement le Christmas pudding, les mince pies ou d'autres desserts traditionnels au cours de la période de Noël et de nouvelle année. Il est réalisé en mélangeant le sucre, le cognac et le beurre et en le mettant au réfrigérateur pour qu'il durcisse.
Le brandy butter est un mélange de sucre brun ou de sucre glace, de beurre doux et de brandy. Conservé au réfrigérateur jusqu'à ce qu'il retrouve sa consistance, il est servi froid pour contraster avec les desserts servis chauds comme :
- le Christmas pudding (également connu sous le nom de Plum pudding) ;
- les mince pies sortant du four ou du micro-ondes.

Il représente une alternative saisonnière à la glace, à la crème ou au custard (sorte de crème anglaise) qui accompagnent habituellement les desserts.

## Le brandy butter et la législation de l'Union européenne
En 1998, de nombreux journaux ont rapporté une information selon laquelle la législation de l'Union européenne imposait que les produits étiquetés sous l'appellation "beurre" devaient contenir au minimum 75 % de matière grasse d'origine laitière, et que le brandy butter (littéralement "beurre au brandy"), tombant en dessous de cette condition, devait être renommé Brandy spreadable fat (littéralement "graisse tartinable au brandy"). Le journal The Sun a rapporté : « Ce grand festin britannique de Noël, le brandy butter, va être proscrit par ordre de l'UE. Bruxelles indique qu'il n'y a pas assez de beurre dedans » ; cette interprétation des textes de loi était en réalité une intox. En effet la législation contenait une exemption spécifique pour le brandy butter et les autres préparations à base d'alcool du même type.[réf. souhaitée]